# Peta (singolo)
Peta è un singolo del rapper statunitense Roddy Ricch, pubblicato il 3 gennaio 2020 come quarto estratto dal primo album in studio Please Excuse Me for Being Antisocial.

## Descrizione
Ottava traccia dell'album, Peta vede la partecipazione del rapper statunitense Meek Mill.

## Formazione
Musicisti
- Roddy Ricch – voce
- Meek Mill – voce aggiuntiva

Produzione
- Nils – produzione
- OZ – produzione
- Curtis "Sircut" Bye – assistenza all'ingegneria del suono
- Zachary Costa – assistenza all'ingegneria del suono
- Nicolas de Porcel – mastering
- Cyrus "NOIS" Taghipour – missaggio
- Derek "MixedByAli" Ali – missaggio
- Chris Dennis – registrazione

## Classifiche
| Classifica (2019-20) | Posizione massima |
| -------------------- | ----------------- |
| Canada               | 72                |
| Stati Uniti          | 72                |